# Frontó Labrit
El Frontó Labrit és el frontó de capçalera a Pamplona.
L'ajuntament n'és propietari i el gestiona la Federació Navarresa de Pilota. Va ser inaugurat l'any 1952, i el 2002 fou seu del Campionat del Món de Pilota Basca. Atés l'ambient animós que s'hi viu és conegut com a La Bombonera, nogensmenys hi caben fins a 1.200 espectadors. Per les seues mesures, 36m, és un frontó curt, apte doncs per a jugar a pilota a mà o a pala curta.